# Sjöholmsäpple
Sjöholmsäpple är en äppelsort som är namngiven efter Sjöholms gård i Södermanland, där äpplet också har sitt ursprung, tror vissa, medan andra tror att äpplet ursprungligen är ryskt. Äpplet är medelstort till stort, och dess skal är mestadels av en grön färg. Köttet är sött och aromatiskt. Sjöholmsäpple mognar i september och har därefter en kort hållbarhet. En nackdel med detta äpple är att det ibland kan spricka. I Sverige odlas Sjöholmsäpple gynnsammast i zon 1-3.